# Георгиос Константопулос
Георгиос Леонида Константопулос (на гръцки: Γεώργιος Λεωνίδα Κωνσταντόπουλος) е гръцки педиатър, учен и политик от Нова демокрация.

## Биография
Георгиос Константопулос е роден на 14 септември 1969 година в македонския град Катерини, Гърция. Завършва медицина в Солунския университет и работи като педиатър. От март 2004 е заместник-министър на здравеопазването и социалната солидарност. Избран е от Пиерия за депутат от Нова демокрация на изборите от 2000, 2004, 2007 и 2012 година. Автор е на множество научни статии в гръцки и чуждестранни медицински издания.